# AES Andes
AES Andes S.A. (IPSA: AESGENER) es una empresa productora de energía eléctrica chilena. Fue conocida anteriormente como Chilectra Generación (Chilgener 1981-1998), Gener (1998-2001) y AES Gener (2001-2021). AES Andes es el resultado de la división, en 1987, de Chilectra en tres empresas independientes: dos distribuidoras, Chilectra y Chilquinta, y una generadora (Chilgener).
La totalidad de la sociedad anónima está en poder de Inversiones Cachagua Ltda (91,3%) filial de AES Corporation. Inversiones Cachagua compró el 61,11% en diciembre de 2000, alcanzando más del 90% en el 2001.
Tiene como filiales
- Angamos
- Cochrane
- Andes Solar (Argentina)
- Norgener (Tocopilla)
- Guacolda (Huasco)
- Val (Valparaíso)
- Nueva Ventanas (Ventanas)
- Algarrobo (Algarrobo) (Valparaíso)
- Termoelectrica Artizia (Artizia) (Olmué)
- Cementerios (Renca) (Santiago)
- AES Maule (Santa Camila) {Mall Aes}
- Salonda (Erifano)

## Centrales eléctricas de AES Andes en Chile
Las Centrales que opera AES Andes en Chile (incluye filiales) son las siguientes:
| Centrales hidroeléctricas | año puesta en servicio | Tipo de central | unidades | Total MW |
| ------------------------- | ---------------------- | --------------- | -------- | -------- |
| Maitenes                  | 1923-89                | Pasada          | 5        | 30,8     |
| Queltehues                | 1928                   | Pasada          | 3        | 41,1     |
| Volcán                    | 1944                   | Pasada          | 1        | 13,0     |
| Alfalfal                  | 1991                   | Pasada          | 2        | 160,0    |

| Centrales térmicas            | año puesta en servicio | Tipo de turbina             | unidades | Total MW |
| ----------------------------- | ---------------------- | --------------------------- | -------- | -------- |
| Laguna Verde                  | 1939-49                | vapor-PETROLEO              | 2        | 54,7     |
| Renca (Santiago)              | 1962                   | vapor-carbón                | 2        | 100,0    |
| Ventanas                      | 1964-77                | vapor-carbón                | 4        | 884      |
| Laguna Verde Turbo Gas        | 1990                   | gas-diésel                  | 1        | 18,8     |
| Laja (Energía Verde)          | 1995                   | vapor-des.forest.           | 1        | 8,7      |
| Constitución (Energía Verde)  | 1995                   | vapor-des.forest.           | 1        | 8,7      |
| Guacolda (Guacolda)           | 1995-96                | vapor-carbón                | 5        | 750      |
| Nueva Tocopilla (ex-Norgener) | 1995 -1997             | vapor-carbón                | 1        | 136,3    |
| Nueva Tocopilla (ex-Norgener) | 1996 -1997             | vapor-carbón                | 1        | 141,04   |
| Nueva Renca (Santiago)        | 1997                   | ciclo-combinado gas natural | 1 (dual) | 379,0    |
| San Francisco de Mostazal     | 2002                   | gas-diésel                  | 1        | 25,0     |
| Los Vientos                   | 2006                   | gas-diésel                  | 1        | 120,8    |
| Santa Lidia                   | 2009                   | gas-diésel                  | 1        | 139      |
| Angamos                       | 2010                   | vapor-carbón                | 2        | 545      |

- Total centrales hidroeléctricas: 244,9 MW
- Total centrales térmicas: 2.319,0 MW
- Total generación AES Andes: 2.563,9 MW